# Brunico
Brunico (en italiano) o Bruneck (en alemán) es un municipio de 17 050 (2020) habitantes  perteneciente a la Provincia Autónoma de Bolzano (Bozen), Italia. El 80% de la población tiene como lengua materna el alemán. Es la capital histórica, cultural, económica y administrativa de la Val Pusteria (Pustertal). 
Se encuentra atravesada por el río Rienza (Rienz). 
Dista unos 35 km de Bresanona (Brixen), 70 km de Bolzano (Bozen) y del Brennero (Brenner, frontera austríaca) y cerca de 35 km de Prato alla Drava (Winnebach) (frontera austríaca). 
Al sur se encuentra la localidad de esquí Plan de Corones (Kronplatz) (2273 m s. n. m.), al noreste la Croda Nera (3105 m s. n. m.) y al noroeste el Monte Sommo (2417 m s. n. m.). 
Comprensorio de la Val Pusteria. 
Entre los valles más cercanos a Brunico podemos citar: Val di Tures (o bien Valle Aurina), Val Badia, Valle di Anterselva.

## Distribución de idiomas
Según el censo de 2011, la mayoría de los residentes (82,5 %) hablan alemán como lengua materna, el 15,2 % habla italiano de forma nativa y el 2,3 % el ladino.

## Nativos célebres
- Nanni Moretti (1953-), director de cine.
- Dorothea Wierer (1990-), deportista de biatlón.
- La banda de Black metal sinfónico Graveworm fue fundada en Brunico en 1992.

## Evolución demográfica
| Gráfica de evolución demográfica de Brunico entre 1921 y 2001                |
|                                                                              |
| Fuente: Istituto Nazionale di Statistica - Elaboración gráfica por Wikipedia |

Localización de Brunico en la Provincia de Bolzano.
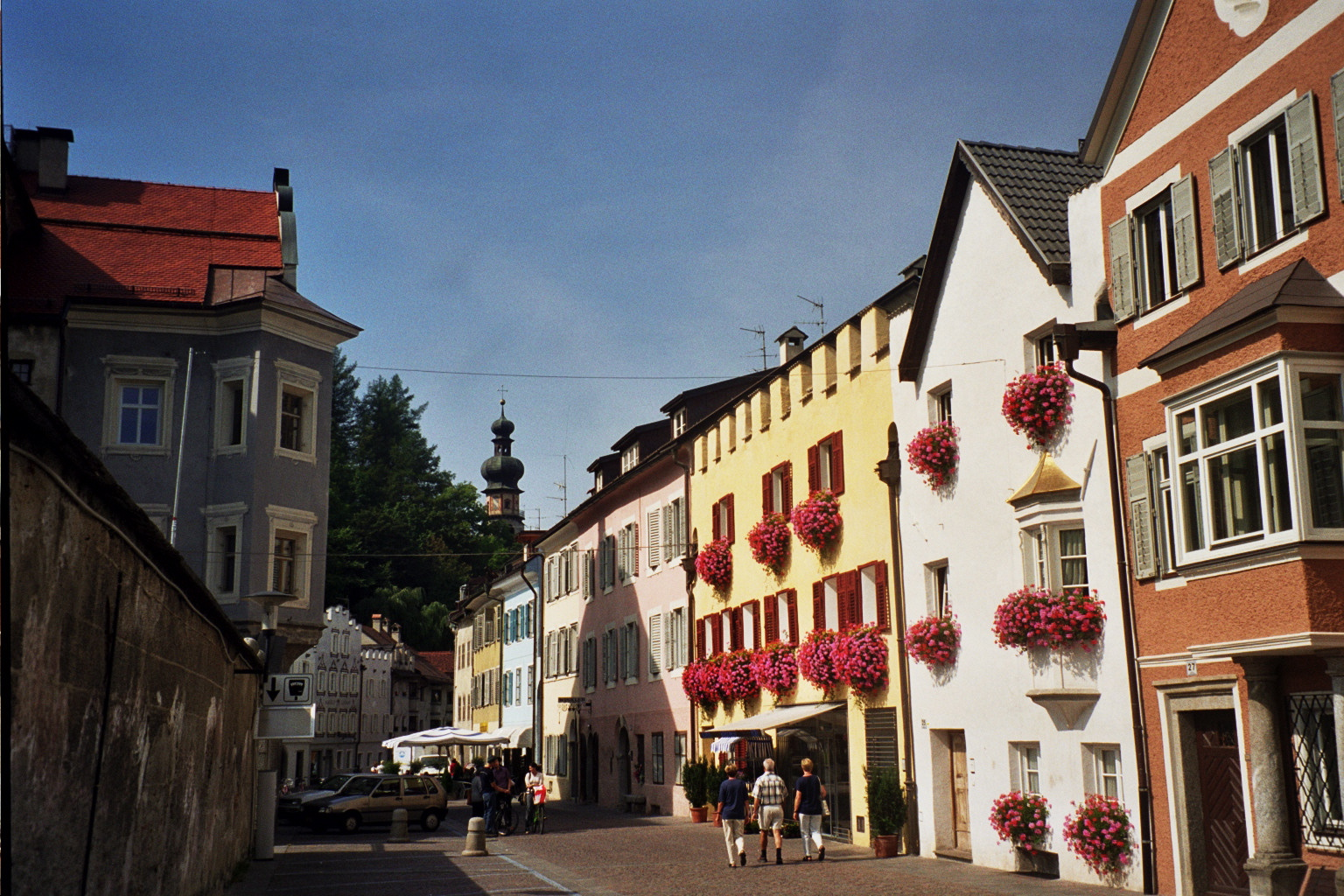
Calle de Brunico.
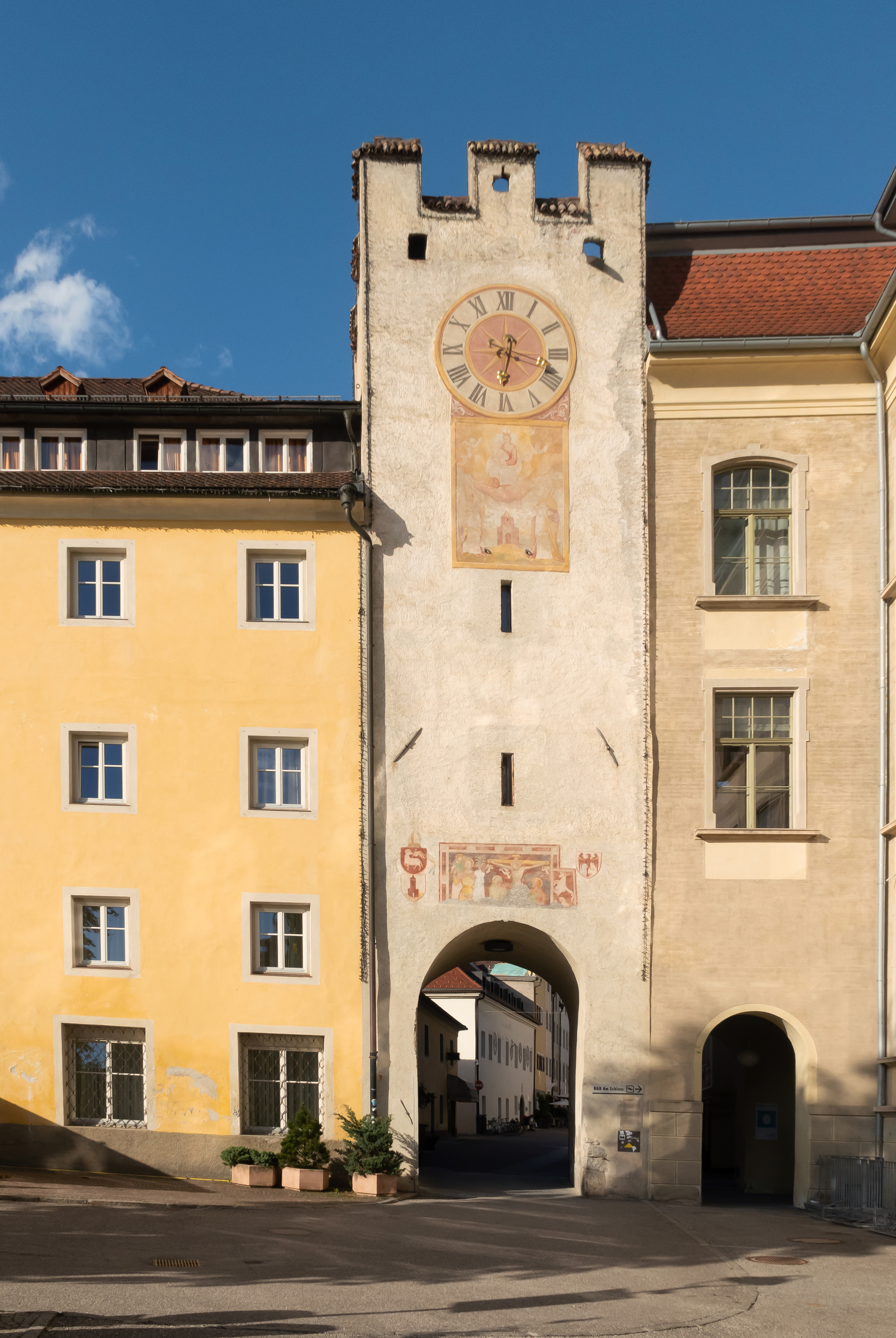
Puerta: das Ursulinentor.
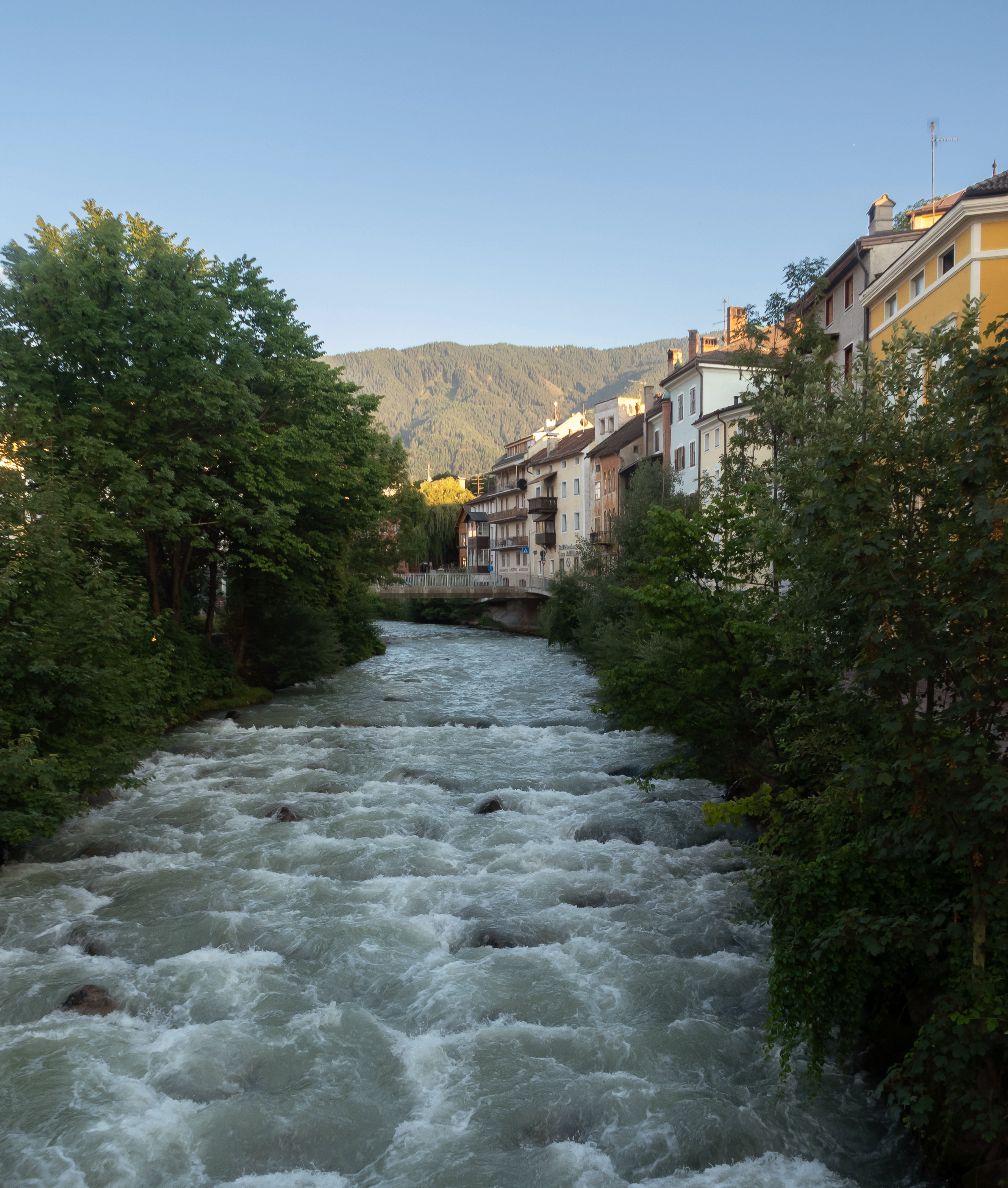
Passeggiata Tielt.

## Ciudades hermanadas
- Brignoles, Francia
- Groß-Gerau, Alemania
- Tielt, Bélgica
- Szamotuły, Polonia